# Fòrum Cívic Guineà-Socialdemocràcia
El Fòrum Cívic Guineà-Socialdemocràcia (portuguès: Fórum Cívico Guineense-Social Democracia) és un partit polític de Guinea Bissau.

## Història
El partit va ser fundat per Antonieta Rosa Gomes el 23 de febrer de 1991 a Brasil. Va ser legalitzat el 31 de març de 1994, i es va presentar a les eleccions generals de 1994. Gomes va ser l'única candidata femenina, i va rebre l'1,8% dels vots i acabà últim. En les eleccions parlamentàries el partit va rebre tan sols el 0,1% dels vots i no va poder obtenir un escó a l'Assemblea Nacional Popular.
A les eleccions generals de 1999 el partit no es presentà a les legislatives, però va presentar Gomes com a seu candidat presidencial. De nou, l'única dona candidata, que va acabar en l'últim lloc amb el 0,8% dels vots. A les eleccions parlamentàries de 2004 el partit va rebre l'1% dels vots, però una vegada més no va poder obtenir escó. Gomes va seguir sent candidata del partit per a les eleccions presidencials de 2005, però va rebre només el 0,4% dels vots.
El partit no va participar en les eleccions de 2008, 2009 o 2012, però va donar suport al cop d'Estat de 2012. La participació del partit a les eleccions generals de 2014 Fou rebutjada per la Cort Suprema.